# Per Mohlin
Per (Pelle) Stig Lennart Mohlin, född 22 oktober 1936 i Motala församling i Östergötlands län, är en svensk militär.

## Biografi
Mohlin avlade studentexamen vid Försvarets läroverk 1959. Han avlade officersexamen vid Krigsskolan 1960 och utnämndes samma år till fänrik vid Norrbottens regemente, där han tjänstgjorde 1960–1969 och befordrades till kapten 1968. Han tjänstgjorde i FN:s fredsbevarande styrkor i Cypern 1964, gick utbildning i fallskärmshoppning 1967, gick Stabskursen på Armélinjen vid Militärhögskolan 1969–1971, var generalstabsaspirant 1971–1973, befordrades till major 1972 och tjänstgjorde vid Försvarsstaben 1972–1973. Efter att 1970–1973 ha varit ledamot av styrelsen för Svenska Turistföreningen (STF) var han 1973–1982 chef för STF:s fältverksamhet (under vilken tid han tillhörde reserven). Han befordrades till överstelöjtnant 1982, var bataljonschef vid Norrlands dragonregemente 1982–1984, var tillförordnad chef för samma regemente 1984–1986 och var chef för Analysavdelningen i Sektion 4 i Arméstaben 1986–1988. År 1988 befordrades Mohlin till överste, varpå han var ställföreträdande regementschef och chef för Utbildningsenheten vid Livregementets grenadjärer 1988–1990 samt befälhavare för Kalix försvarsområde 1990–1997.
Mohlin var verksam som moderat kommunpolitiker i Kalix kommun och var ordförande i dess kommunfullmäktige 1998–2003. I det egna företaget Pelle Mohlin Travel AB har han sedan 1997 arrangerat resor med historiska teman. Han var ledamot av styrelsen för International Youth Hostel Federation 1980–1984 och ordförande i Svenska Bastuakademien 1997–2003.